# Mainhattan
 (mai 2016).
Si vous disposez d'ouvrages ou d'articles de référence ou si vous connaissez des sites web de qualité traitant du thème abordé ici, merci de compléter l'article en donnant les références utiles à sa vérifiabilité et en les liant à la section « Notes et références ».

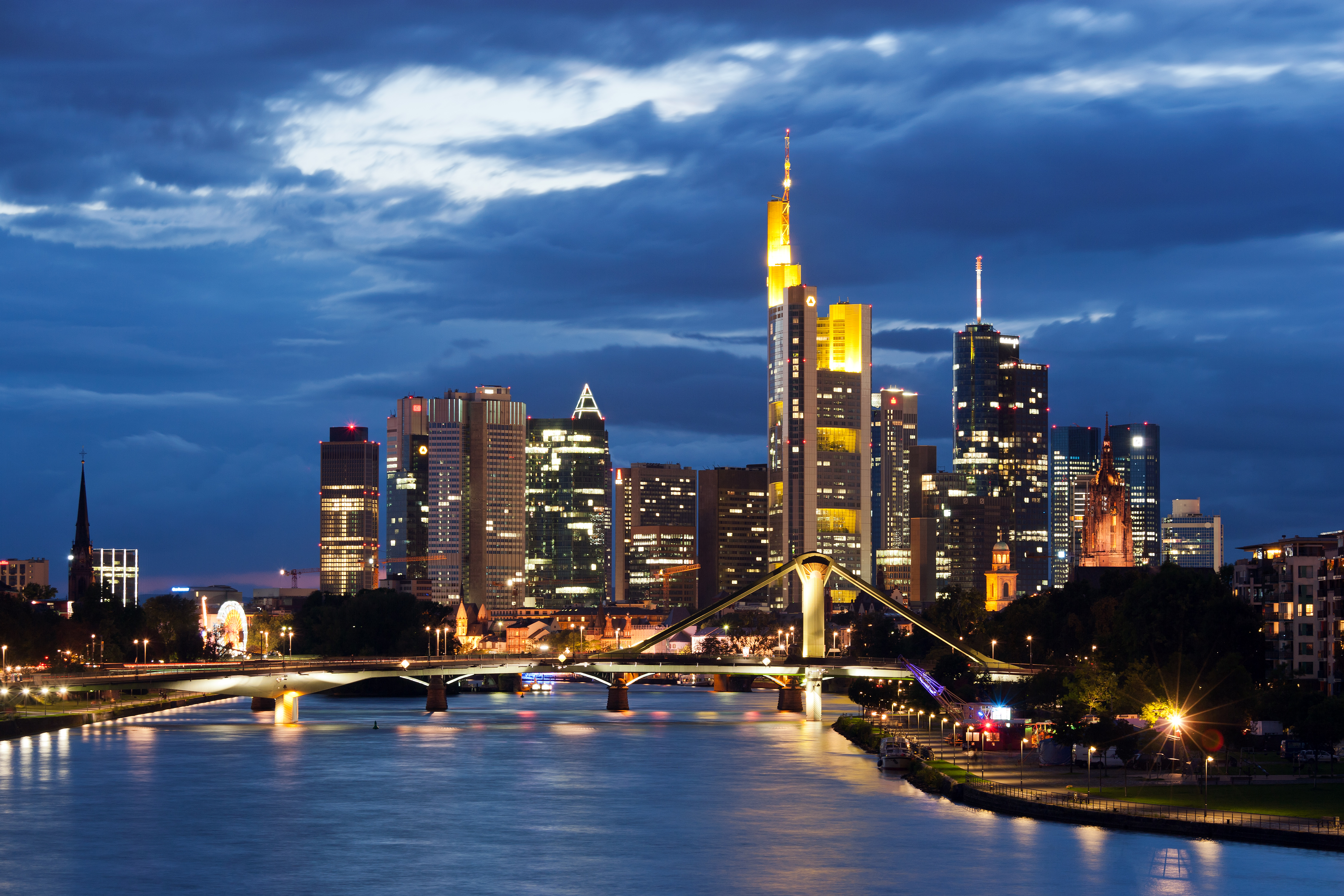
Mainhattan

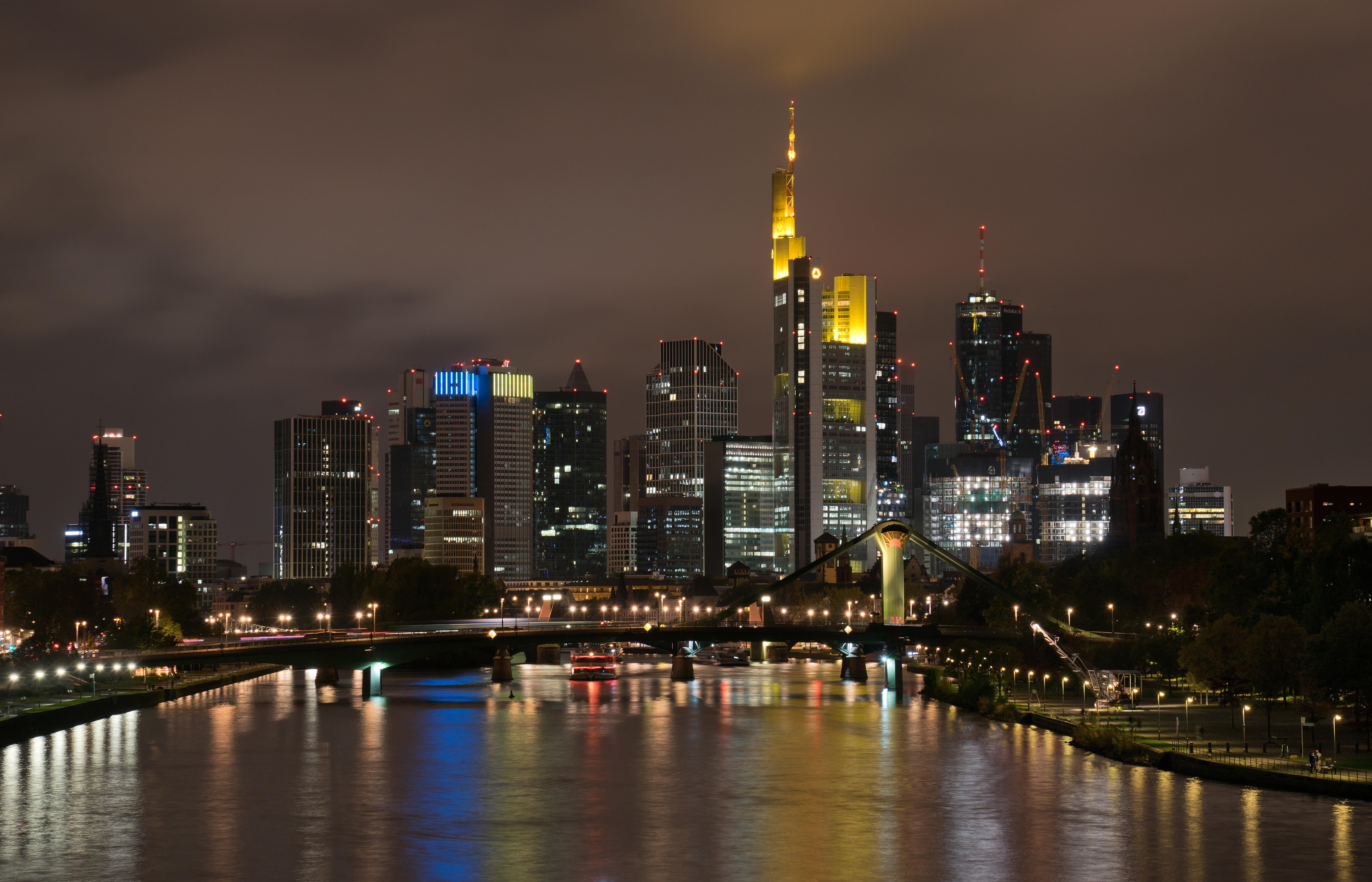
Mainhattan.

Mainhattan est un mot-valise qui désigne le quartier d'affaires de Francfort ou encore l'ensemble de la ville. Ce nom est inspiré du quartier de New York, Manhattan. Mainhattan borde la rivière Main, d'où cette appellation.
C'est le cœur de la capitale économique allemande, dans ce quartier se trouvent le siège de plusieurs banques, ainsi que de la Banque centrale européenne. 